# Hydropsyche cockerelli
Hydropsyche cockerelli là một loài Trichoptera trong họ Hydropsychidae. Chúng phân bố ở miền Tân bắc.